# 大友親隆
大友 親隆（おおとも ちかたか）は、室町時代中期の武将・守護大名。大友氏の14代当主。10代当主大友親世の三男。

## 生涯
兄である持直が室町幕府から追討を受けたときは、新たに当主となった氏継系の13代当主親綱に従い、共に兄の追討軍に従軍している。のちに親綱から家督を譲られ当主となった。これは氏継系と親世系との宥和政策の一環であり、親隆ものちに家督を親綱の弟親繁に譲った。継承時期については諸説ありはっきりせず、家督交代後も親隆と親繁に争いがあったともいう。

## 偏諱を受けた人物
- 大野隆基（おおの たかもと）- 豊後大神氏の一族、大野氏の当主。
- 高田隆定（たかだ たかさだ）- 源重遠(清和源氏満政流)の末裔とされる高田基重（もとしげ）の子。続く親繁、政親にも仕え、明応九年（1495年）の政親の長門攻めにおいて長府で戦死。子に義治（よしはる）。
- 奈多隆実（なた たかざね）- 奈多氏は豊後国安岐郷にある八幡奈多宮の大宮司家であり、子に宗心。子孫に奈多鑑基などを輩出している。
- 問註所隆康（もんぢゅうじょ たかやす）- 問註所氏当主。子孫に問註所統景など。